# Club Deportivo Numancia
Pour les articles homonymes, voir Numancia.
Maillots
Actualités
Le Club Deportivo Numancia de Soria est un club de football espagnol fondé en 1945, basé à Soria dans la communauté autonome de Castille-et-León.

## Historique
| \| Soria \| Emplacement de Soria, en Espagne. |
| Soria                                         |

Le club évolue pendant 4 saisons en première division : de 1999 à 2001, puis lors de la saison 2004-2005, et enfin une dernière fois lors de la saison 2008-2009. Il obtient son meilleur classement en Primera División lors de la saison 1999-2000, où il prend la 17e place du m:championnat, avec 11 victoires, 12 matchs nuls et 15 défaites.
Le club atteint les quarts de finale de la Copa del Rey en 1996, alors que celui-ci évolue pourtant en Segunda Division B (troisième division).
En juillet 2020, le club est relégué en Segunda División B après 23 ans passés dans les deux premières divisions.
La saison suivante, le club est relégué en quatrième division en raison d'une restructuration des ligues. Cependant, le club retrouve immédiatement la troisième division après avoir terminé premier de son groupe.

## Palmarès
- Segunda División (D2) 
  - Champion : 2008

- Segunda División B (D3) : 
  - Vice-champion : 1995 et 1997

- Tercera Division (D3 / D4)[Note 1] : 
  - Champion : 1962, 1963, 1966, 1989
  - Vice-champion : 1964, 1984

- Segunda División RFEF (D4) :
  - Champion : 2022

## Personnalités du club

### Anciens joueurs
| - Mikel Alonso - Pablo Couñago - Alberto Rivera Pizarro - Lee Chun-soo - Julio Álvarez - Stéphane Pignol - Dwight Pezzarossi - Kostas Kiassos - Nando Co - Gabriel Popescu | - Laurențiu Roșu - Constantin Barbu - Hamilton Ricard - Fabrice Moreau - Daniel Ngom Kome - Ibrahima Baldé (prêté par Atlético Madrid) - Patrick Suffo - Álvaro Núñez - Jorge "Chispa" Delgado - Pape Maly Diamanka |

(voir aussi Catégorie:Joueur du CD Numancia)